# بالياسما
بالياسما (بالإستونيَّة: Paljasmaa)، قرية تتبع دائرة ماريما في مقاطعة رابلا غرب إستونيا.